# Stephen Kalberg
Compléments
Professeur d'université, Professeur émérite
Stephen Kalberg, né en 1945, est un sociologue américain, professeur d'université (depuis 1989) et professeur émérite (depuis 2020) à l'Université de Boston. Ses recherches portent sur la théorie sociologique, la sociologie comparative et la sociologie politique. Il est connu pour être un spécialiste, et traducteur, de Max Weber, et a contribué de manière significative à la diffusion des travaux de celui-ci aux États-Unis depuis 1979.

## Travaux
Stephen Kalberg est reconnu pour l'analyse, la traduction et la diffusion de la pensée de Max Weber, particulièrement dans le contexte nord-américain et francophone,,,,,,,,,. Ses travaux se concentrent principalement sur l’interprétation et l’application de la sociologie historique comparative de Max Weber, un domaine dans lequel il est l'un des principaux spécialistes contemporains,,,,.

### Contribution à la postérité de Max Weber et de l'approche weberienne
Les travaux de traduction de Stephen Kalberg, en particulier concernant The Protestant Ethic and the Spirit of Capitalism (L'Éthique protestante et l'Esprit du capitalisme),, ont participé à la diffusion des idées de Max Weber notamment dans le monde anglophone, contribuant ainsi à la perpétuation de l'influence de celui-ci dans la sociologie contemporaine,.
Un axe de recherche de Kalberg porte sur la sociologie des civilisations qu'il aborde à travers la perspective comparative et historique de Max Weber. Il a notamment étudié la culture politique spécifique aux États-Unis dans une perspective weberienne : dans Searching for the Spirit of American Democracy (pubilé en 2015) ou dans Max Weber’s Sociology: From « the Protestant Ethic Thesis » and the American Political Culture to a Sociology of Civilizations (publié en 2024), il montre notamment comment le protestantisme, retravaillées à travers les siècles, continue d’influencer les institutions et la vie politique américaine.
Il s'est également penché sur la manière dont les « visions du monde » (Weltanschauung) influencent les comportements sociaux et les structures politiques,,, et a notamment examiné l'impact de la culture politique sur les malentendus internationaux, comme dans son article de 2005, L’influence de la culture politique sur les malentendus entre nations en politique étrangère : l’exemple des États-Unis et de l’Allemagne, où il analyse les divergences entre les perceptions américaines et allemandes dans le cadre de la politique étrangère.

### Les types de rationalité
Stephen Kalberg a approfondi l'analyse weberienne de la rationalité en soulignant la diversité des types de rationalité qu'avait identifié Max Weber : notamment la rationalité formelle, la rationalité substantielle, la rationalité pratique et la rationalité théorique. Dans son article de 1980, Max Weber’s Types of Rationality: Cornerstones for the Analysis of Rationalization Processes in History (qu'on peut traduire par « Les types de rationalité de Max Weber »), publié dans American Journal of Sociology, et dans son livre Les idées, les valeurs et les intérêts: Introduction à la sociologie de Max Weber, Kalberg montre comment ces différents types de rationalité jouent un rôle central dans les processus de rationalisation à travers l'histoire.

## Publications

### Livres en français
- [Kalberg 2002] Stephen Kalberg, La Sociologie historique comparative de Max Weber, Paris, La Découverte/M.A.U.S.S, 2002, 284 p. (ISBN 2-7071-3401-5)
- [Kalberg 2010] Stephen Kalberg, Les idées, les valeurs et les intérêts: Introduction à la sociologie de Max Weber, Paris, La Découverte, 2010, 276 p. (ISBN 9782707157249)

### Livres en anglais
- (en) Stephen Kalberg, Max Weber: Readings And Commentary On Modernity, John Wiley & Sons, 2005, 435 p.
- (en) Stephen Kalberg, Max Weber’s Comparative-historical Sociology Today: Major Themes, Mode of Causal Analysis, and Applications, Ashgate Publishing, 2012, 353 p.
- (en) Stephen Kalberg, Max Weber’s Comparative-Historical Sociology Today: Major Themes, Mode of Causal Analysis, and Applications, Ashgate Publishing, 2013, 353 p.
- (en) Stephen Kalberg, Searching for the Spirit of American Democracy: Max Weber’s Analysis of a Unique Political Culture, Past, Present, and Future, Routledge, 2015, 148 p.
- (en) Stephen Kalberg, The Social Thought of Max Weber, SAGE Publications, 2016, 281 p.
- (en) Stephen Kalberg, Max Weber’s Sociology of Civilizations: A Reconstruction, Routledge, 2021, 710 p.
- (en) Stephen Kalberg, Max Weber’s Sociology: From « the Protestant Ethic Thesis » and the American Political Culture to a Sociology of Civilizations, Taylor & Francis, 2024, 316 p.

### Traduction de Max Weber en anglais par Kalberg
- (en) Max Weber (trad. de l'allemand par Stephen Kalberg), The Protestant ethic and the spirit of capitalism [« Die protestantische Ethik und der Geist des Kapitalismus »], Los Angeles, Roxbury, 2002, 3e éd., 266 p.
- (en) Max Weber et Stephen Kalberg (trad. de l'allemand par Stephen Kalberg), The Protestant ethic and the spirit of capitalism : with other writings on the rise of the West [« Die protestantische Ethik und der Geist des Kapitalismus »], New York, Oxford University Press, 2009, 4e éd., 582 p.

### Articles en français
- Stephen Kalberg, « Difficultés d’un consensus transnational sur une théorie sociologique unifiée », Revue du MAUSS, vol. 24, no 2,‎ 2004, p. 173‑188 (DOI 10.3917/rdm.024.0173, lire en ligne )
- Stephen Kalberg, « L’influence de la culture politique sur les malentendus entre nations en politique étrangère. L’exemple des États-unis et de l’Allemagne », Revue du MAUSS, vol. 25, no 1,‎ 2005, p. 207‑240 (DOI 10.3917/rdm.025.0207, lire en ligne )
- Stephen Kalberg, « L’influence passée et présente des « visions du monde ». L’analyse wébérienne d’un concept sociologique négligé », Revue du MAUSS, vol. 30, no 2,‎ 2007, p. 321‑352 (DOI 10.3917/rdm.030.0321, lire en ligne )
- Stephen Kalberg, « La sociologie des émotions de Max Weber », Revue du MAUSS, vol. 40, no 2,‎ 2012, p. 285‑299 (DOI 10.3917/rdm.040.0285, lire en ligne )

### Articles en anglais (liste non exhaustive)
- (en) Stephen Kalberg, « Book Review: The Search for Thematic Orientations in a Fragmented Oeuvre: The Discussion of Max Weber in Recent German Sociological Literature », Sociology, vol. 13, no 1,‎ 1979, p. 127‑139
- (en) Stephen Kalberg, « Max Weber’s Types of Rationality: Cornerstones for the Analysis of Rationalization Processes in History », American Journal of Sociology, vol. 85, no 5,‎ 1980, p. 1145‑1179
- (en) Stephen Kalberg, « The Origin and Expansion of Kulturpessimismus: The Relationship between Public and Private Spheres in Early Twentieth Century Germany », Sociological Theory, vol. 5, no 2,‎ 1987, p. 150‑164
- (en) Stephen Kalberg, « The Rationalization of Action in Max Weber’s Sociology of Religion », Sociological Theory, vol. 8, no 1,‎ 1990, p. 58‑84